# Мала Нехвороща
Мала́ Нехворо́ща — село в Україні, у Михайлівській сільській громаді Полтавського району Полтавської області. Колишній центр Малонехворощанської сільської ради. Населення становить 538 осіб.

## Географія
Село Мала Нехвороща розташоване на берегах річки Нехворощанка, вище за течією примикає село Свистунівка, нижче за течією на відстані 1 км розташоване село Нехвороща. На річці кілька загат.

## Історія
Історія села відходить в далеке XVIII століття.
Цими місцями проїжджала Катерина II, яка їхала у напрямку Кременчука, наказала:
|  | «Відпочивати!» Вийшовши з карети, помітила велику кількість трави, що росла кущами. - Ти тільки подивись на цей земний рай. Як зветься ця трава? — Нехворощ, — відповіли їй. — Чудова Нехвороща. Земля тут пахне медом, вода — молоком, а з неба в людську душу ллється пісня жайворонка. Парубче, залишайся тут землю орати, поля засівати та своїх дітей годувати. - Згоден, добре! Я буду на цій землі і воїном, і орієм, і господарем. - Хай буде так! - Господи, благослови на добру справу. |

За даними 1859 року, найбільше поселення Нехворощанка, що і дало початок нинішній Малій Нехворощі, мало 69 дворів і проживало в ньому 350 чоловік. Інші населені пункти були меншими. Через 4 десятиліття, на рубежі двох віків, у Малій Нехворощі був 281 двір і проживало там 1592 чоловіки населення. Один раз на рік організовувався ярмарок.
У 1910 році в Малій Нехворощі налічувалось 282 двори, з них козацьких — 5, селянського різного найменування — 273.
Неземлеробських занять було мало: один тесляр, три кравці, один чоботар, сім ткачів, інтелігентні заняття мали 8 чоловік.
У селі була Троїцька дерев'яна церква, яка побудована у 1894 році. Мала вона бібліотеку, у парафії було дві школи грамоти і земське училище.
Зі спогадів Решетило Анастасії Василівни: «Церква стояла в центрі села (тепер стадіон). Відкрили церкву у 1895 році. Мала церква велику дзвіницю. Співав хор, який налічував ЗО чоловік. В ньому співали Сімонов Антон і баба Оксана (теща Рибака Якова). Священником був Симон Леонтійович Войтенко». Не забували односельці і про релігійні свята, обряди, звичаї та традиції.
Мала Нехвороща і населені пункти, що були навколо, належали до Нехворощанської волості Костянтиноградського повіту Полтавської губернії.
У 1925 році в селі було створено 2 товариства зі спільного обробітку землі — «Новий шлях» та «Шлях майбутнього». З них було родин із 84 чоловік. Зачинателями колгоспного руху були: Т. Д. Назаренко, О. Ф. Мігусь, Н.Нездойминога.
На початку 1930-х років в селах сільської ради були три артілі: «Червона перемога», «Червона армія» та «Іскра». У 1950 році проведено укрупнення і на базі трьох колгоспів створено одне багатогалузеве господарство — колгосп «Іскра». Серед передовиків колгоспної праці у 1930-х роках була Ганна Кузьмівна Рибак — послідовниця Паші Ангеліної.
Наприкінці 1920-х та на початку 1930-х років село зазнало великих людських жертв: репресовано в час колективізації 32 чоловіки, померло від голоду 320 чоловік.
17 липня 2020 року, в результаті адміністративно-територіальної реформи та ліквідації Машівського району, село увійшло до складу Полтавського району.

## Населення

### Мова
Розподіл населення за рідною мовою за даними перепису 2001 року:
| Мова       | Кількість | Відсоток |
| ---------- | --------- | -------- |
| українська | 514       | 95.54%   |
| російська  | 14        | 2.60%    |
| румунська  | 8         | 1.48%    |
| білоруська | 1         | 0.19%    |
| польська   | 1         | 0.19%    |
| Усього     | 538       | 100%     |

## Економіка
- ТОВ «Компанія ФАРМКО» Види діяльності: зернові, кукурудза, соняшник.

## Об'єкти соціальної сфери
- Школа.

## Відомі особи

### Народились
- Веклич Максим Федорович — український географ, геолог. Доктор геолого-мінералогічних наук, професор. Лауреат Державної премії УРСР у галузі науки і техніки, Заслужений діяч науки і техніки УРСР.
- Шило Віталій Васильович — Кандидат технічних наук. Почесний Академік МАНЕБ, академік екологічної Академії Наук України. Народний депутат України 3-го скликання, обраний за списками ПЗУ.
- Їжик Микола Костянтинович — український насіннєзнавець, доктор сільськогосподарських наук, професор.